# Babka (Hřebeny)

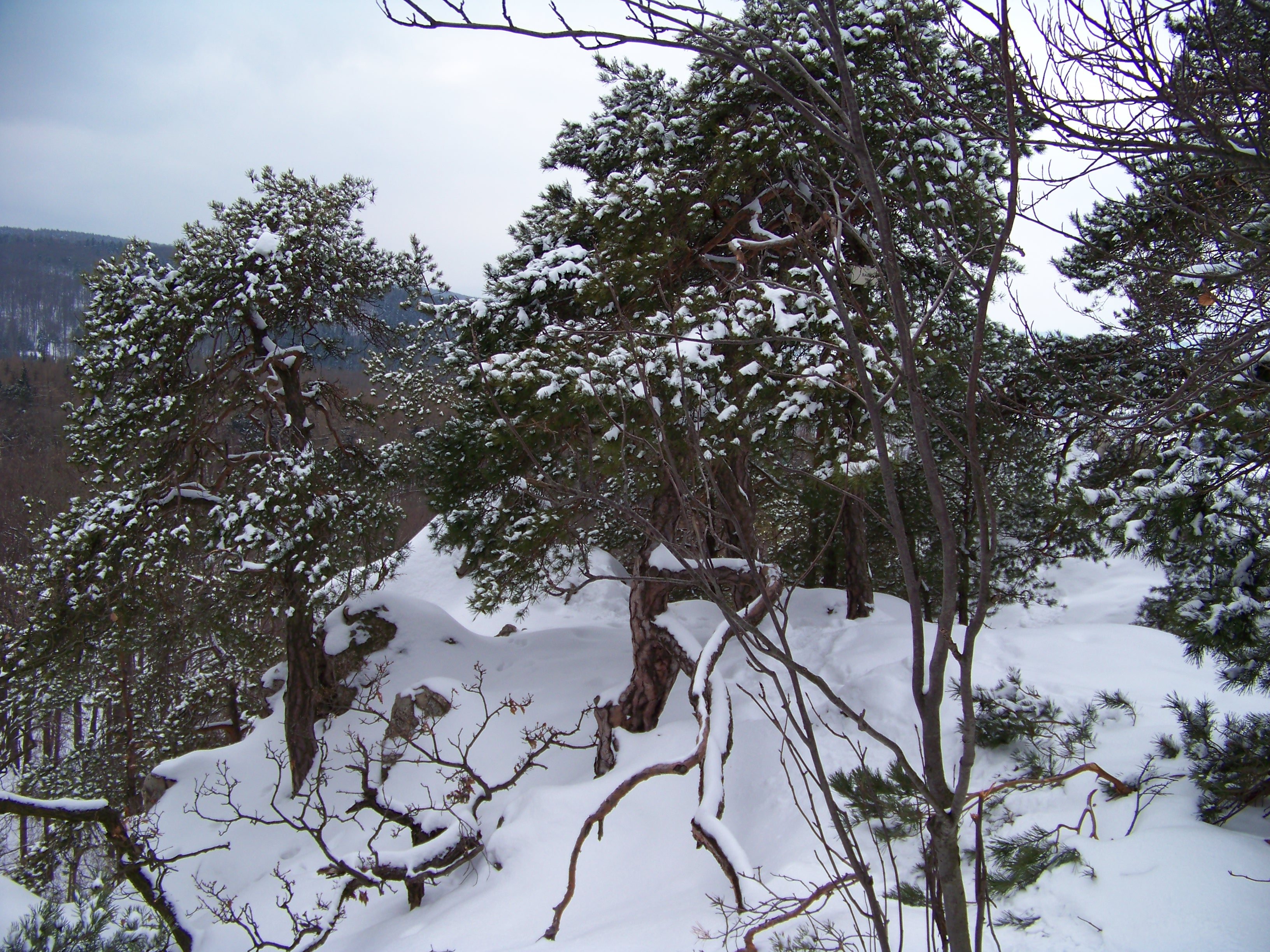
Pokroucené borovice na vrcholu

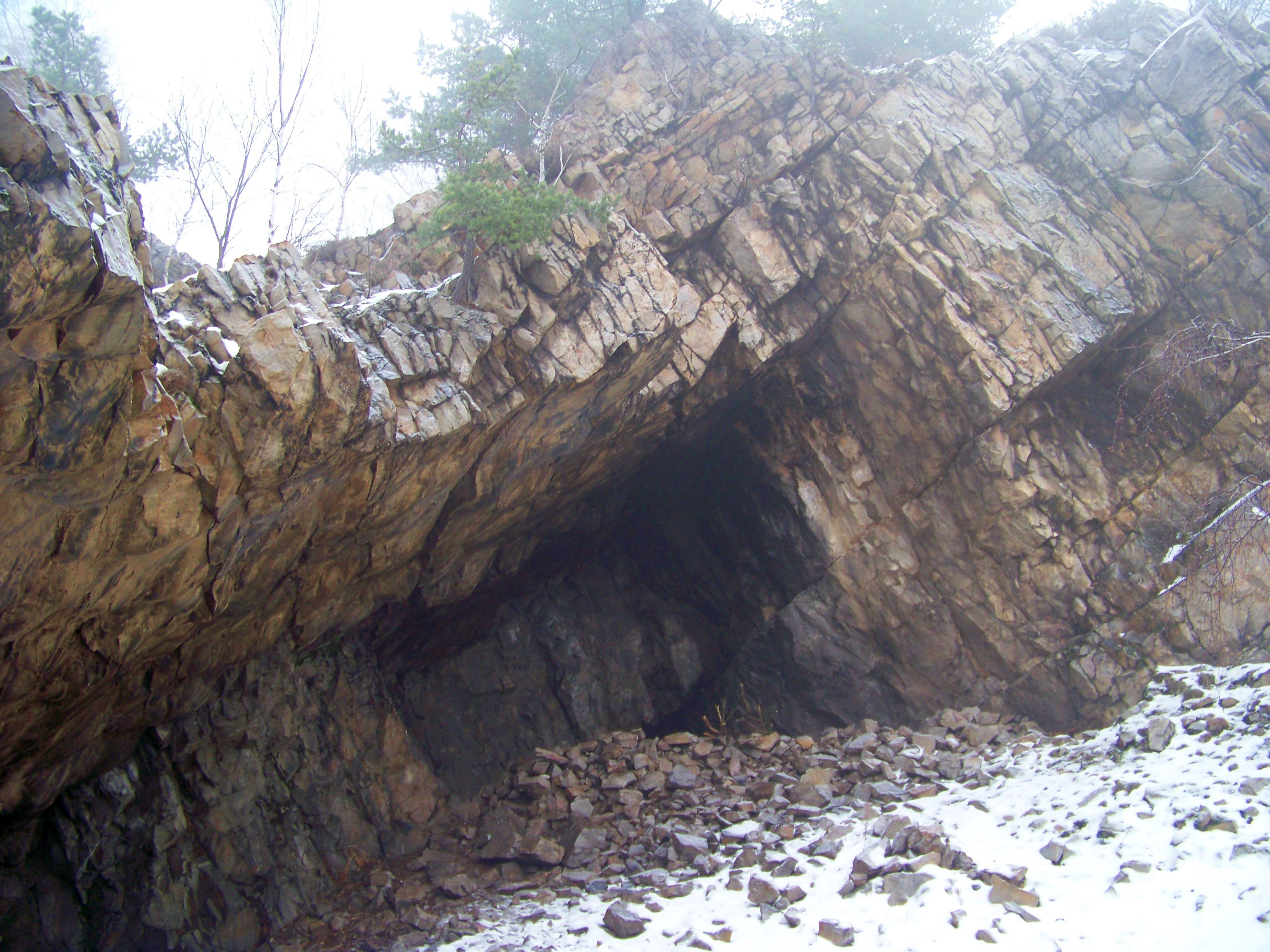
Převis s ohrazeným ohništěm v lomu pod vrcholem

Babka (505 m n. m.) je skalnatý kopec v brdských Hřebenech, v Řevnickém lese, na výběžku, který z hlavního hřebene Hřebenů odbočuje nad Řevnice. Nachází se mezi Řevnicemi a Mníškem pod Brdy; do těchto měst také spadá katastrálně, vrcholová část spadá do Řevnic. Kvůli dobré vyhlídce je od 19. století oblíbeným výletním místem. Podobně atraktivní je i další vrchol téhož hřebene, Malá Babka neboli Pišťák, vzdálený asi 700 metrů západojihozápadně.

## Popis
Na kopci je mnoho přirozených skalních výchozů i několik opuštěných a zarostlých lomů na bílý křemenec. Pod převisy lomu na západní (jižní) straně kopce, které jsou podle tvarování stropu pravděpodobně pozůstatky přírodních pseudokrasových dutin, je ohniště a příležitostné tábořiště výletníků. Šikmý strop převisů umožňuje kvalitní silové horolezecké výstupy, pro něž je opatřen záchytnými oky. Lom byl využíván ve 2. polovině 19. století a opuštěn dříve, než by pohltil vrcholovou skálu. Poblíž vrcholu se také těžil polodrahokam jaspis a zdejší jaspisy byly údajně použity k výzdobě kaple svatého Kříže na Karlštejně. Na severním úbočí kopce, mimo značené trasy, je menší jeskynní útvar přístupný dvěma malými otvory. Skalnatý vrchol je porostlý pokroucenými borovicemi, z nichž některé vypadají téměř jako kosodřevina. Úbočí jsou místy suťová, porostlá převážně listnatými dřevinami, zejména duby. Jihozápadně pod vrcholem se táhnou zbytky kamenné zdi stavěné na sucho, která oddělovala mníšecké a řevnické lesy a měla bránit přebíhání zvěře.
Na Malé Babce (Pišťáku) byly nalezeny stopy keltského hradiště, z něhož jsou patrné tři souběžné obloukovité valy na horní hraně ostrohu a jeden podélný val na severozápadním svahu.  Hradiště mělo zřejmě strážní funkci, je z něj dobrý výhled na údolí Nezabudického potoka, kudy vedla hlavní zemská cesta z Prahy směrem na jih (Zlatá stezka). Průzkumy prokázaly osídlení v mladší době kamenné, v době bronzové (knovízská kultura) a střední době hradištní. Ve středověku zde působili "loupeživí rytíři" (později v Mníšku popravení). V blízkosti bývalého hradiště jsou rovněž plochy používané k bivakování, trampové zde mají Osadu vzpomínek s mohylami a kříži na památku zesnulých kamarádů.

## Okolí a rozhled
Severovýchodně od Babky prochází údolí Babského potoka, jímž z Řevnic stoupá silnice II/116, která přes hřeben Hřebenů propojuje údolí Berounky s dálnicí D4 u Mníšku. Na protější straně údolí se tyčí o trochu vyšší Strážný vrch (506 m n. m.). Asi 700 metrů západojihozápadně od Babky je vrchol Pišťák, zvaný též Malá Babka. Obě Babky jsou sevřeny údolími Moklického a Babského potoka.
Babka je jedním z mála kopců na Hřebenech, jejichž vrchol není plochý a zalesněný vysokým porostem. Vystupující vrchol z drabovských a skaleckých křemenců tak poskytuje ojedinělou možnost výhledu. Proto byl Babka již v 19. století oblíbeným výletním místem. Z Řevnic přes Babku na Skalku byla 18. července 1889 vyznačena historicky třetí turistická značená trasa Klubu českých turistů, jedna z prvních čtyř tras, vyznačených roku 1889 bezprostředně po založení KČT a zcela první v Brdské vrchovině. Na Babku vedla z této trasy odbočka. Na vrcholovém skalisku postavil někdy koncem 19. století (po roce 1890) Okrašlovací spolek v Řevnicích vyhlídkový pavilón, který byl zmiňován například v průvodci z roku 1910, později se však rozpadl a nebyl obnoven. Dnes vede pod Babkou modře značená trasa č. 1014 z Řevnic směrem k Jezírku a do Haloun a z ní je vedena 0,4 km dlouhá vrcholová odbočka na Babku, žlutě značená trasa č. 6150 obchází Pišťák z Řevnic k Jezírku z druhé strany (na vrchol Pišťáku značená cesta nevede) a zeleně značená trasa č. 3048 z Řevnic do Mníšku prochází údolím Babského potoka mezi Babkou a Strážným vrchem.
Z vrcholu je rozhled především na okolní lesy a kopce směrem na jihozápad až severozápad: Na jihozápadě vystupuje nad hostomickou dolinu mohutný zaoblený Plešivec a špičatý Ostrý, za Plešivcem jsou vidět vrcholky centrálních Brd a vpravo se táhnou hřbety Radče. Ještě více vpravo (k severu) jsou vidět Křivoklátské lesy, hřbet Děda a na jeho konci zástavba Berouna, od níž lze podél Berounky vysledovat hlavní věž hradu Karlštejn. Z boční vyhlídky, kolem které prochází značená odbočka na vrchol, je výborný výhled na údolí Babského potoka a protější Strážný vrch, směrem na Cukrák a za dobrého počasí je vidět až na pražská sídliště.